# Heineken Open 1998
El Heineken Open 1998 fue un torneo de tenis jugado en pistas al aire libre en Auckland, Nueva Zelanda 
y fue parte del ATP World Series, el torneo duro desde el 12 de enero hasta el 18 de enero de 1998.

## Campeones

### Individuales
Articulo principal: Torneo de Auckland 1998 (individual masculino)
 Marcelo Ríos derrotó a  Richard Fromberg, 4–6, 6–4, 7–6(7–3)
- Fue el 1° título de Ríos en el año, y el 7° de su carrera.

### Dobles
Articulo principal: Torneo de Auckland 1998 (dobles masculino)
 Patrick Galbraith /  Brett Steven defeated  Tom Nijssen /  Jeff Tarango, 6–4, 6–2
- Fue el único título de Galbraith en el año y el 34° de su carrera. Fue el único título de Steven en el año y el 7° de su carrera.

- Datos: Q3784337